# Vol South African Airways 295
Le vol South African Airways 295 était un vol international régulier de passagers reliant Taipei, à Taiwan, à Johannesburg, en Afrique du Sud, avec une escale prévue à l'île Maurice. Le 28 novembre 1987, le Boeing 747-200 Combi effectuant le vol a subi un incendie catastrophique en vol dans la zone de fret ; il s'est ensuite disloqué en plein vol et s'est écrasé dans l'océan Indien, à l'est de l'île Maurice, ne laissant aucun survivant parmi les 159 personnes à bord.
Une vaste opération de sauvetage a été lancée pour tenter de récupérer les enregistreurs de vol de l'avion, dont l'un a été récupéré à une profondeur de 16 100 pieds (4 900 m).
L'enquête officielle n'a jamais pas pu déterminer la cause exacte de l'incendie. Cette absence de conclusion a donné lieu à plusieurs théories conspirationnistes, à des débats et à des spéculations sur la nature de la cargaison embarquée à bord du vol 295, ainsi qu'à une enquête ultérieure post-apartheid et à des demandes de familles des victimes pour rouvrir l'enquête, dans les années qui ont suivi l'accident.
Depuis l'accident, South African Airways (SAA) a cessé d'utiliser la version combi du Boeing 747, en raison de préoccupations de sécurité concernant la sécurité du compartiment cargo.

## Contexte
En 1987, l'Afrique du Sud est toujours sous l'apartheid, ce régime politique, dirigé par Pieter Willem Botha, marginalise le pays sur la scène internationale, le pays est isolé politiquement mais aussi économiquement. La South African Airways (SAA), la compagnie aérienne nationale sud-africaine, propriété de l'État, est donc interdite d’atterrissage et même de survol dans de très nombreux pays africains. Cette interdiction oblige la compagnie a contourner presque tout le continent. 

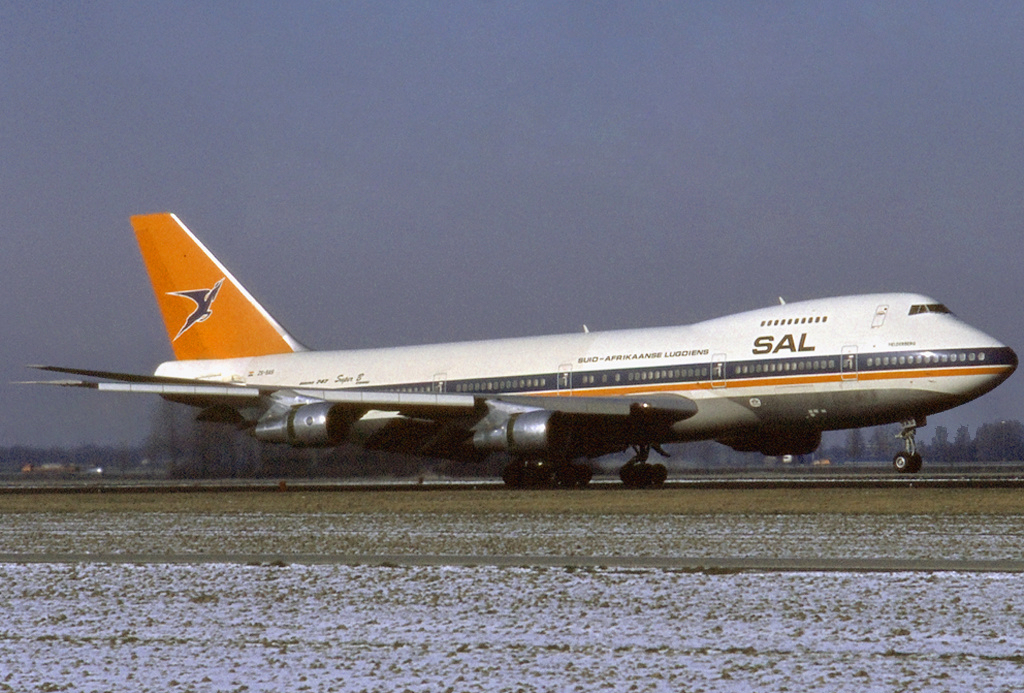
ZS-SAS, l'appareil impliqué dans l'accident, ici à l'aéroport d'Amsterdam-Schiphol en février 1983.

Pour cette raison, elle avait besoin d'avion gros-porteurs, comme le Boeing 747-244B Combi. Cet version modifiée du 747 est divisé en deux compartiments simplement séparés par une cloison et une porte, permettant le transport, sur le pont principal, des passagers dans la partie avant, et à l’arrière, des quantités variables de fret, en fonction des facteurs de charge sur un itinéraire donné et des réglementations relatives aux compartiments de fret de classe B.
L'appareil assurant le vol 295 était immatriculé ZS-SAS et nommé « Helderberg ». Il s'agissait alors du 488e 747 construit par Boeing, qui a effectué son premier vol le 12 novembre 1980 et a été livré à South African Airways le 24 novembre de la même année.
Le vol 295 transportait 140 passagers, 19 membres d'équipages et six palettes de marchandises sur le pont principal. Les documents émis par SAA indiquaient que 104 000 livres (47 000 kg) de bagages et de marchandises étaient chargés à bord de l'avion.

## Équipage
Le commandant de bord du vol 295 était Dawid Jacobus Uys (49 ans), un ancien pilote de la Force aérienne sud-africaine comptant 13 843 heures de vol à son actif, dont 3 884 heures sur Boeing 747. Uys était décrit par ses collègues comme un pilote professionnel et compétent et, au moment de l'accident, il envisageait de prendre sa retraite pour occuper un poste au sein de l'Association des pilotes sud-africains. 
L'équipage était également composé du copilote David Attwell (36 ans) et du copilote de relève Geoffrey Birchall (37 ans), comptant respectivement 7 362 et 8 749 heures de vol (dont 4 096 et 4 555 heures sur Boeing 747) ; ainsi que le mécanicien navigant Giuseppe « Joe » Bellagarda (45 ans) et le mécanicien navigant de relève Alan Daniel (34 ans), avec respectivement 7 804 heures et 1 595 heures de vol (dont 4 254 et 227 sur le Boeing 747).
Seize membres du personnel navigant commercial (PNC) étaient également présents dans la cabine.

## Déroulement de l'accident
Le vol 295 a décollé à 14 h 23 UTC (22 h 23 heure locale), le 27 novembre 1987, de l'aéroport international Tchang Kaï-chek, à Taiwan, pour son vol de retour à destination de l'aéroport international Jan Smuts, à Johannesburg, via l'aéroport de Plaisance, situé près de Port-Louis, sur l'île Maurice.
Après neuf heures de vol, l'équipage principal reprend son service pour permettre à l'équipage de réserve de se reposer. Ce dernier doit préparer l'avion pour l'escale prévue à l'île Maurice. Alors que le vol 295 est sur le point d'entamer sa descente vers l'île Maurice, l'alarme incendie retentit dans le poste de pilotage. Celle-ci signale un début de feu dans la partie cargo du pont principal. 
Le commandant, Dawie Uys demande alors à son copilote d'aller éteindre l'incendie, mais les extincteurs ne parviennent pas à l'arrêter et les flammes font fondre certains câblages électriques de l'avion, ce qui provoque les premiers courts-circuits. L'avion se trouve alors à 300 kilomètres de la piste de l'aéroport de Plaisance, ce qui représente vingt minutes de vol. À 3 h 49 heure locale (23 h 49 en temps universel), le commandant de bord signale le problème à la tour de contrôle et se déclare en situation d'urgence une minute plus tard. 
Pendant ce temps-là, l'incendie continue de se développer, privant les pilotes de nombreux instruments de navigation, à cause de la perte des circuits électriques, et densifiant la fumée présente en cabine, où les passagers et le reste de l'équipage risquent désormais l'asphyxie. Un des membres de l'équipage est peut-être entré dans la soute pour tenter de lutter contre l'incendie ; un extincteur carbonisé a été récupéré plus tard dans l'épave, sur lequel les enquêteurs ont trouvé du métal fondu provenant de la partie cargo.
Le commandant Uys n'a plus qu'une seule solution, un cas unique dans l'aviation : la dépressurisation de l'avion en ouvrant les portes de la cabine en plein vol. Le commandant demande à la tour de contrôle de l'île Maurice l'autorisation de descendre à une altitude de 14 760 pieds (4 500 m), où les passagers pourront respirer. Il ralentit à 230 nœuds (425 km/h) et ordonne au mécanicien naviguant d'ouvrir les deux portes arrière. Un énorme flux d'air s’engouffre alors dans la cabine, mais la porte du cockpit étant restée ouverte, la fumée âcre et épaisse pénètre son habitacle. À 4h04 heure locale (00h04 en temps universel), le commandant de bord communique une dernière fois avec la tour de contrôle de l'aéroport de Plaisance. 
À 4 h 07 heure locale (00 h 07 en temps universel), le 747 se disloque en vol au dessus de l'océan Indien, à environ 134 milles nautiques (248 km) de l'aéroport, avec la section arrière se détachant en premier, en raison du feu commençant à consumer la structure de l'avion. Une minute plus tard, la tour de contrôle de l'île Maurice essaye de reprendre le contact avec le vol 295, sans succès. À 4 h 44 heure locale (00 h 44 en temps universel), le vol 295 est officiellement porté disparu. 

## Victimes
| Nationalité          | Passagers | Équipage | Total |
| -------------------- | --------- | -------- | ----- |
| Afrique du Sud       | 52        | 19       | 71    |
| Japon                | 47        | 0        | 47    |
| Taïwan               | 30        | 0        | 30    |
| Australie            | 2         | 0        | 2     |
| Hong Kong            | 2         | 0        | 2     |
| Maurice              | 2         | 0        | 2     |
| Corée du Sud         | 1         | 0        | 1     |
| Danemark             | 1         | 0        | 1     |
| Allemagne de l'Ouest | 1         | 0        | 1     |
| Pays-Bas             | 1         | 0        | 1     |
| Royaume-Uni          | 1         | 0        | 1     |
| Total                | 140       | 19       | 159   |

Les autorités taïwanaises ont déclaré que 58 passagers avaient pris l'avion à Taipei, dont 30 citoyens taïwanais, 19 Sud-Africains, 47 Japonais, deux Mauriciens, un Danois, un Néerlandais, un Britannique et un Allemand de l'Ouest. Les autres passagers avaient été transférés via d'autres vols arrivant à Taipei, et par conséquent leurs nationalités n'étaient pas connues des autorités taïwanaises.
Au moins deux des passagers sont morts d'inhalation de fumée. Les autres sont morts des suites du traumatisme extrême subi lors de l'impact de l'avion contre la surface de l'océan.
Selon Rennie Van Zyl, le responsable de l'enquête pour le bureau national de la sécurité des transports sud-africains de l'époque : « il est fort possible que la majorité des passagers aient été asphyxiés avant l'impact ». Cette déclaration s'appuie sur deux éléments : premièrement, les autopsies pratiquées sur les cadavres de deux passagers repêchés en mer peu après l'accident et qui ont montré qu'ils étaient morts asphyxiés. 
Deuxièmement, une procédure de la check-list incendie de Boeing potentiellement suivie par les pilotes, consistait, en cas de fumée dans la cabine, à ouvrir les vannes d'aération. Or cette mesure ne devait être prise qu'une fois l'incendie éteint. En appliquant cette mesure alors que l'incendie était encore en cours, les pilotes ont pu empoisonner l'air respiré par les passagers. En effet, les circuits de ventilation ont pu propager dans tout l'avion les fumées et les gaz toxiques  (monoxyde de carbone et dioxyde de carbone) concentrées dans la zone cargo.

## Enquête et causes de l'accident
Rennie Van Zyl a examiné trois montres provenant des bagages récupérés lors des opérations de recherches ; deux d'entre elles fonctionnaient toujours à l'heure de Taïwan (en). Van Zyl a alors pu estimer l'heure du crash à 00 h 07, soit trois minutes après la dernière communication radio émise par le contrôle aérien de l'île Maurice. 
Au départ, on a suspecté un acte terroriste comme étant à l'origine du crash du vol 295, le gouvernement sud-africain de l'époque de l'apartheid ayant déjà été pris pour cible à plusieurs reprises. Cependant, les experts n'ont trouvé aucune preuve indiquant une explosion à bord. Des échantillons de sang, prélevés sur plusieurs corps repêchés dans l'océan, ont révélé que la plupart des victimes avaient inhalé de la fumée, ce qui indique qu'elles étaient encore vivantes au moment de l'incendie. 

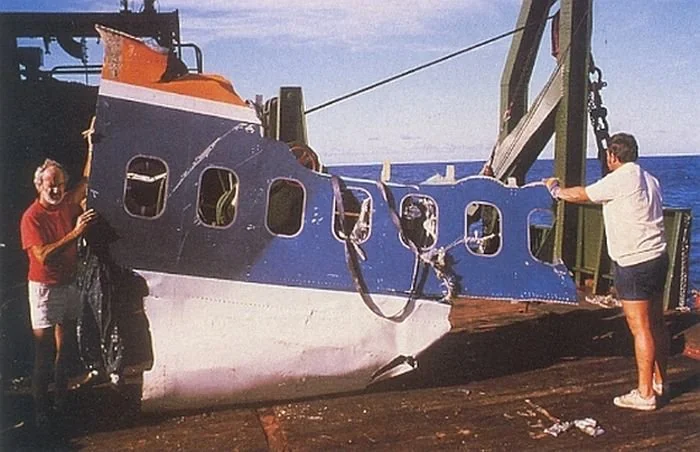
Photo des débris du vol 295, récupérés dans l'océan Indien.

Une vaste opération de recherche sous-marine, l'« Opération Résolution », a ensuite été lancée pour tenter de localiser l'épave et les enregistreurs de vol du 747. Malgré les difficultés liées aux grandes profondeurs, l'épave a finalement été retrouvée un an après l'accident, révélant plusieurs champs de débris répartis sur des kilomètres, suggérant une désintégration de l'avion en plein vol. L'enregistreur phonique (CVR) a été récupéré au bout d'un an de recherches, à une profondeur de 4 900 m, mais l'enregistreur de paramètres (FDR) n'a jamais été retrouvé. 
Le CVR a révélé une alarme incendie et la panne de plusieurs disjoncteurs électriques ; l'incendie a pris naissance dans une palette de fret, située dans la partie avant droite du compartiment cargo, transportant des ordinateurs dans un emballage en polystyrène, ce qui a probablement contribué à la propagation rapide de l'incendie. Le rapport officiel conclut qu'un incendie sur le pont principal a provoqué le crash du vol 295, avec comme origines potentielles les batteries présentes dans ces ordinateurs, bien qu'aucune source concluante n'ait été trouvée pour confirmer cette hypothèse. 
La commission Margo, dirigée par le juge Cecil Margo (en), avec la coopération du Conseil national de la sécurité des transports (NTSB) et du constructeur de l'avion, Boeing, a déterminé que la détection et l'extinction insuffisante des incendies dans les soutes de classe B en étaient la cause principale, notant que la réglementation aérienne en vigueur avait pris du retard par rapport à l'augmentation de la capacité de chargement embarqué à bord des avions. Les tests d'incendie menés par Boeing ne correspondaient pas aux conditions réelles ; lors d'un nouveau test, de la fumée s'est déplacée depuis le compartiment cargo jusqu'à la cabine passagers, prouvant que la conception du 747 Combi était inadéquate. 
En réponse, la Federal Aviation Administration américaine (FAA) a introduit de nouvelles réglementations en 1993, interdisant les variantes de soutes plus grandes sur le 747 Combi et exigeant des mesures renforcées en matière d'extinction des incendies. Le 747 Combi est néanmoins resté en service limité jusqu'en 2002, date à laquelle le dernier Boeing 747-400 Combi a été livré à KLM Royal Dutch Airlines.
En 1998, selon une conclusion de la Commission de la vérité et de la réconciliation, aucune marchandise figurant dans l'inventaire n'a pu causer un incendie à bord du vol 295, relançant les spéculations selon lesquelles des armes auraient été transportées clandestinement pour le compte du gouvernement sud-africain. Par exemple, le perchlorate d'ammonium, un composé chimique instable utilisé comme propulseur de missile, pourrait facilement causer un violent incendie en cas de vibration dans la soute.

## Médias
L'accident a fait l'objet d'un épisode dans la série télé Air Crash nommé « Le feu aux poudres » (saison 5 - épisode 4). C'est le seul épisode de la série, avec « Drame en arctique » (saison 14 - épisode 10), à être dédié à l'accident aérien d'un avion « combi ». 